# The Peninsula at St. Johns Center
The Peninsula at St. Johns Center – wieżowiec w Jacksonville, w stanie Floryda, w Stanach Zjednoczonych, o wysokości 133 m. Budynek został otwarty w 2008 i posiada 36 kondygnacji.